# Evanílson Aparecido Ferreira
Evanílson Aparecido Ferreira (Diamantina, Brasil, 12 de septiembre de 1975), más simplemente conocido como Evanílson, es un futbolista brasileño, que se desempeña como carrilero o extremo, siendo un jugador muy polivalente, capaz de jugar por cualquier banda y en múltiples posiciones. Fue internacional en 13 ocasiones con la selección de fútbol de Brasil, jugando dos Copas Confederaciones.

## Clubes
| Club                  | País     | Año       |
| --------------------- | -------- | --------- |
| América FC            | Brasil   | 1996-1998 |
| Cruzeiro EC           | Brasil   | 1998-1999 |
| Borussia Dortmund     | Alemania | 1999-2005 |
| Atlético Mineiro      | Brasil   | 2005      |
| 1. FC Colonia         | Alemania | 2006      |
| CA Paranaense         | Brasil   | 2006      |
| Sport Recife          | Brasil   | 2007      |
| EC Vitória            | Brasil   | 2008      |
| América FC            | Brasil   | 2009-2010 |
| Timbauba              | Brasil   | 2011      |
| Independiente Limeira | Brasil   | 2012      |
| Botafogo PB           | Brasil   | 2012-2013 |

## Palmarés
Borussia Dortmund
- Bundesliga: 2001-02

Selección de fútbol de Brasil
- Copa América 1999

- Datos: Q720606